# Vedano Olona
Vedano Olona é uma comuna italiana da região da Lombardia, província de Varese, com cerca de 7.305 habitantes. Estende-se por uma área de 7 km², tendo uma densidade populacional de 998 hab/km². Faz fronteira com Binago (CO), Castiglione Olona, Lozza, Malnate, Varese, Venegono Superiore.
Esta 8 km ao sul de Varese e 41 km ao norte de Milão,servida pela auto-estrada SS232 e linha ferrea da Ferrovia Nord Milano.Está próxima da região dos lagos ( lagos de Como, Maggiore, Lugano e outros lagos menores.
Situada num planalto ao pé dos Alpes , deve seu nome ao deus Vedane que era a divindade dos planaltos, e ao Rio Olona, que a atravessa.

## Demografia
| Variação demográfica do município entre 1861 e 2011                               |
|                                                                                   |
| Fonte: Istituto Nazionale di Statistica (ISTAT) - Elaboração gráfica da Wikipedia |